# Диферданж
Диферданж (лукс. Déifferdeng фр. Differdange) је град у Луксембургу.

## Географија
Диферданж је општина са градским статусом у југозападном Луксембургу, налази се у Кантону Еш-сур-Алзет и део је Округа Луксембург. Град се налази на граници са Белгијом и Француском.
Простире се на 22.18 км2. Према попису из 2001. године град Диферданж има 18.172 становника. Према процени 2009. има 20.979 становника.

## Индустрија
Диферданж је индустријски град који се бави производњом челика. Индустријски бум град је доживео у другој половини деветнаестог века. Први радници су углавном били из Луксембурга, али су након кратког времена морали да се ослањају и на раднике из иностранства, углавном из Португала и Италије. После кризе челика 1970-их, производња је морала бити смањена и многи радници су морали да буду отпуштени. Иако је ситуација побољшана у последњих неколико година, и даље се осећају последице кризе.

## Знаменитости
Дворац Диферданж се налази на брду у центру града, датира из 1577. године. Пре њега био је утврђени дворац из око 1310. Дворац данас користи Мајамији Универзитет.

## Спорт
У Диферданж постоји фудбалски клуб Диферданж 03 који се такмичи у луксембуршкој Првој лиги.

## Демографија
Попис 15. фебруара 2001:
- Укупна популација: 18.172
  - Мушкарци: 9.011
  - Жене: 9.161

| Националност    | Популација | %      |
| --------------- | ---------- | ------ |
| - Луксембуржани | 10.439     | 57,45% |
| - Португалци    | 3.969      | 21,84% |
| - Французи      | 662        | 3,64%  |
| - Италијани     | 1.390      | 7,65%  |
| - Белгијанци    | 282        | 1,55%  |
| - Немци         | 145        | 0,80%  |
| - Југословени   | 751        | 4,13%  |
| - остали        | 534        | 2,94%  |

## Градови побратими
- Ален
- Чавес
- Фиумината
- Лонгви
- Ватерло

## Галерија
- Диферданж
- Градска кућа
- Поглед са железничке станице